# Nikkō Tōshō-gū
Nikkō Tōshō-gū (jap. 日光東照宮) – kompleks chramów sintoistycznych z elementami architektury buddyjskiej, usytuowany w Nikkō, w prefekturze Tochigi, w Japonii. Zabytek znajduje się na liście światowego dziedzictwa UNESCO jako część kompleksu obiektów: „Chramy i świątynie Nikko” (ang. Shrines and Temples of Nikko).

## Historia
Tōshō-gū jest mauzoleum poświęconym ostatniemu z trzech wielkich „zjednoczycieli” Japonii, Ieyasu Tokugawie (1543–1616). Poprzednikami byli: Nobunaga Oda (1534–1582) i Hideyoshi Toyotomi (1537–1598).
Budowę obiektu – zgodnie z ostatnią wolą Ieyasu – rozpoczął w 1617 r., w rok po jego śmierci, jego syn Hidetada (1579–1632), a powiększył wnuk i trzeci siogun rodu Tokugawa, Iemitsu (1604–1651). Ze względu na wyjątkowe bogactwo zdobnicze, styl tego obiektu jest nazywany „japońskim barokiem”.

## Opis
Na terenie kompleksu, który zajmuje powierzchnię 80 tys. m², na wysokości 640 m n.p.m., znajduje się łącznie 55 budowli, w tym 23 pawilony główne. Pięć z nich zostało zaliczonych w poczet narodowych skarbów, a trzy inne są traktowane jako ważne obiekty kultury. Ponadto znajduje się tam wiele innych, bezcennych obiektów, malowideł, rzeźb i przedmiotów. Gruntowne rekonstrukcje na terenie chramów były dokonywane ponad 20 razy.
Zwiedzanie obiektu odbywa się wzdłuż szerokich alei, wśród strzeliście wysokich na kilkadziesiąt metrów drzew kryptomerii japońskiej (sugi), zwanej także cedrem japońskim. Część z nich, istniejąca do dziś, była sadzona około 400 lat temu w ciągu 20 lat przez daimyō, Masatsunę Matsudaira, który służył Ieyasu. Podarował on Nikkō Tōshō-gū 200 tys. tych drzew. Obecnie jest to „Cedrowa Aleja Nikkō” (ang. Nikko Cryptomeria Avenue) o długości 35 km, składająca się z trzech części zbiegających się w Imaichi (w 2006 r. miejscowość została włączona do Nikkō). Jest ona wpisana do „Księgi rekordów Guinnessa” jako najdłuższa wysadzana drzewami aleja świata.
Teren kompleksu wznosi się łagodnie ku górze. Poznając poszczególne obiekty, z których każdy kolejny jest położony nieco wyżej poprzedniego, dociera się do miejsca usytuowanego najwyżej, gdzie znajduje się grobowiec Ieyasu. Jest to ogromna, brązowa urna przykryta niewielkim dachem.
Najsłynniejszym elementem kompleksu jest bogato zdobiona złotem brama Yōmei-mon (Brama Światła Słonecznego), znana także jako „Higurashi-no-mon” (Brama Zmierzchu). Ta druga nazwa jest wynikiem zachwytu nad jej pięknem, skłaniającym do podziwiania „aż do zachodu słońca”.
Na terenie kompleksu, nad wejściem do stajni, znajduje się płaskorzeźba przedstawiająca „Trzy mądre małpy”, które nie chcą widzieć, słyszeć, ani mówić na temat zła.
Co roku, w dniach 17 i 18 maja oraz 17 października, odbywają się festiwale i historyczne parady wojowników feudalnych (sennin-gyōretsu), gromadzące tysiące turystów.

## Inne obiekty
Wycieczki i turyści przybywający do Nikkō Tōshō-gū, zwiedzają po drodze inne obiekty położone w okolicy. Są to: 
- najwyżej położone w Japonii jezioro Chūzenji u podnóża wygasłego wulkanu Nantai;
- wodospad Kegon;
- para wyjątkowo krętych dróg zwana Iroha-zaka. Łączą one niższe wzniesienia w pobliżu centrum Nikkō z wyższymi wzniesieniami górzystego regionu Okunikkō. Zostały zbudowane odpowiednio w 1954 i 1965 roku. Starsza droga jest przeznaczona dla ruchu w dół, a nowsza – w górę. „Iroha” to pierwsze trzy z 48 sylab dawniej używanego japońskiego alfabetu, a „zaka” oznacza „stok”, „zbocze”. Nazwano je tak, ponieważ razem składają się z 48 zakrętów przypominających spinki do włosów. Popularne jest zwiedzanie tych obiektów jesienią, gdy okoliczne, zalesione wzgórza przyjmują jej kolory.

## Galeria

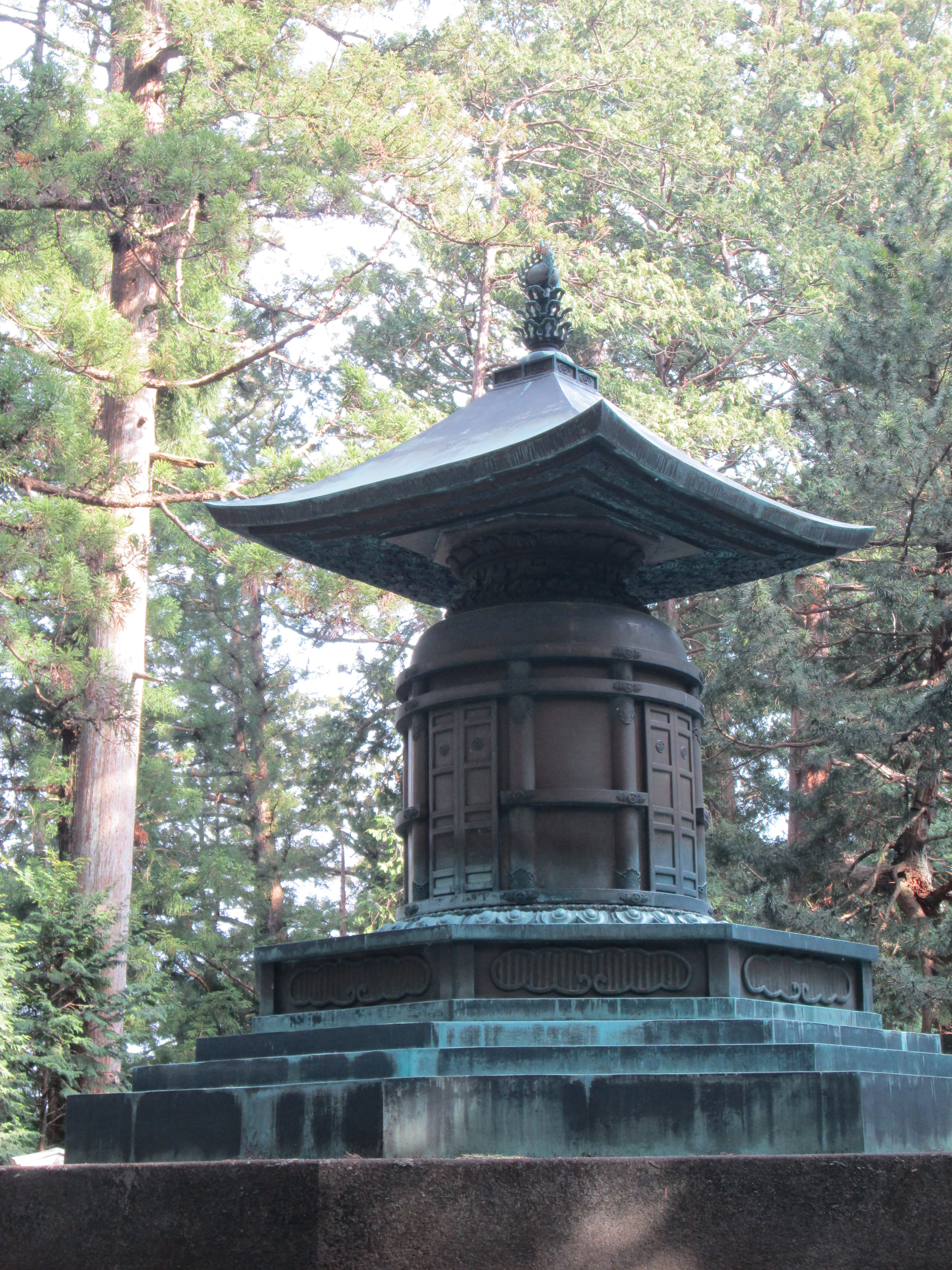
Grobowiec Ieyasu Tokugawy
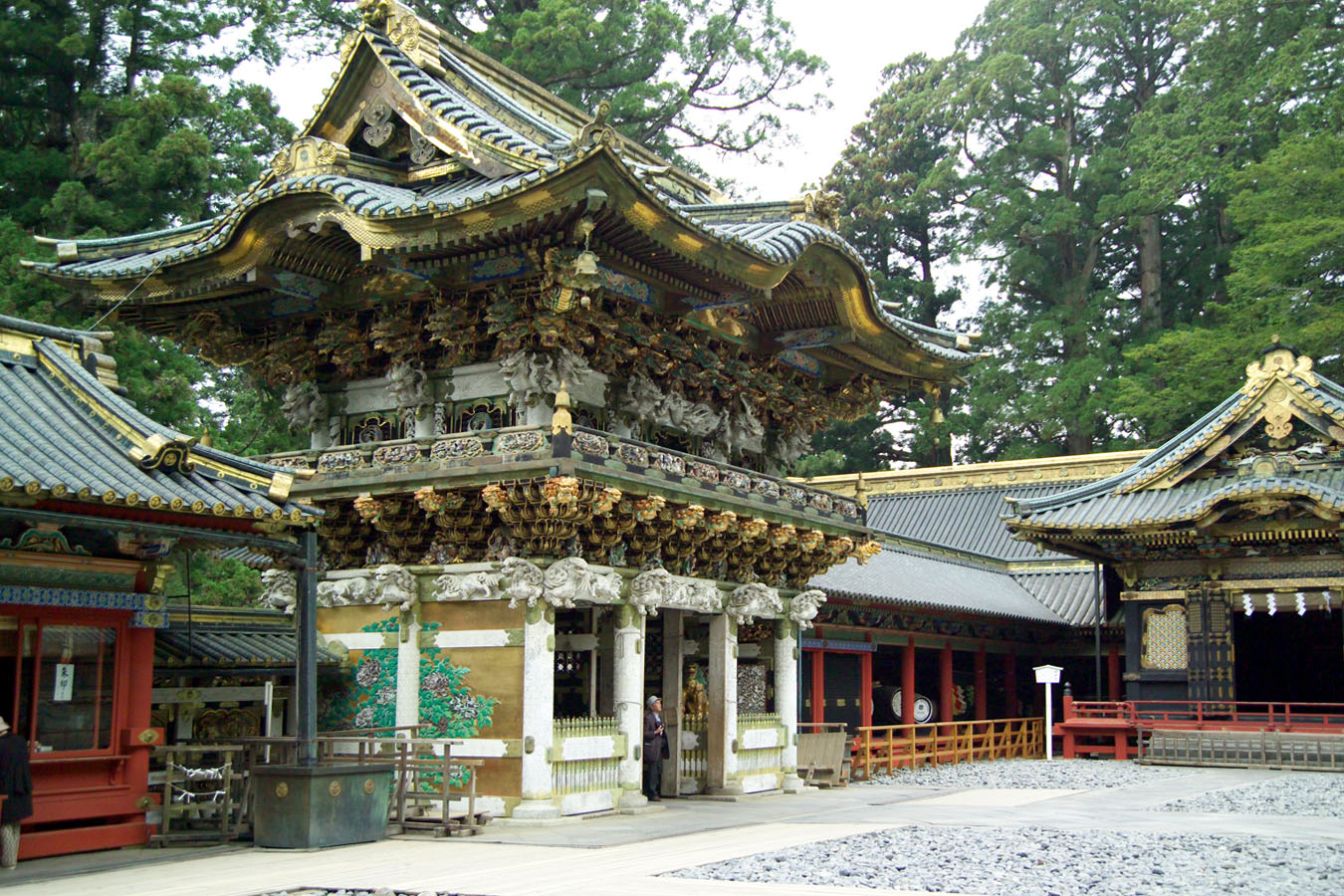
Yōmei-mon (od wewnątrz)
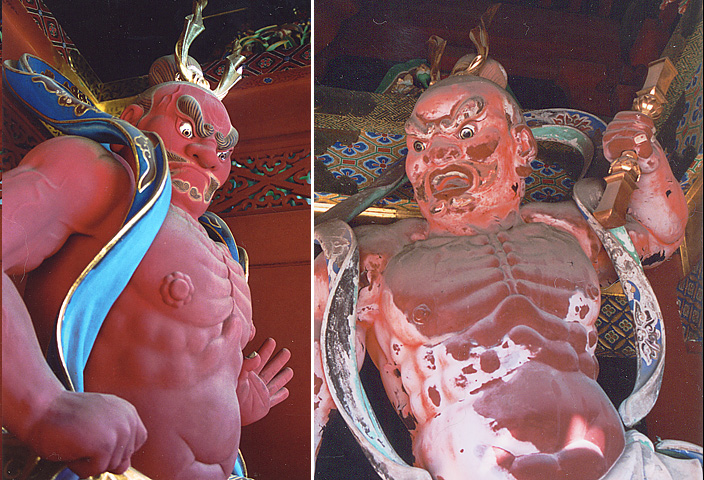
Niō, zagniewani boscy strażnicy
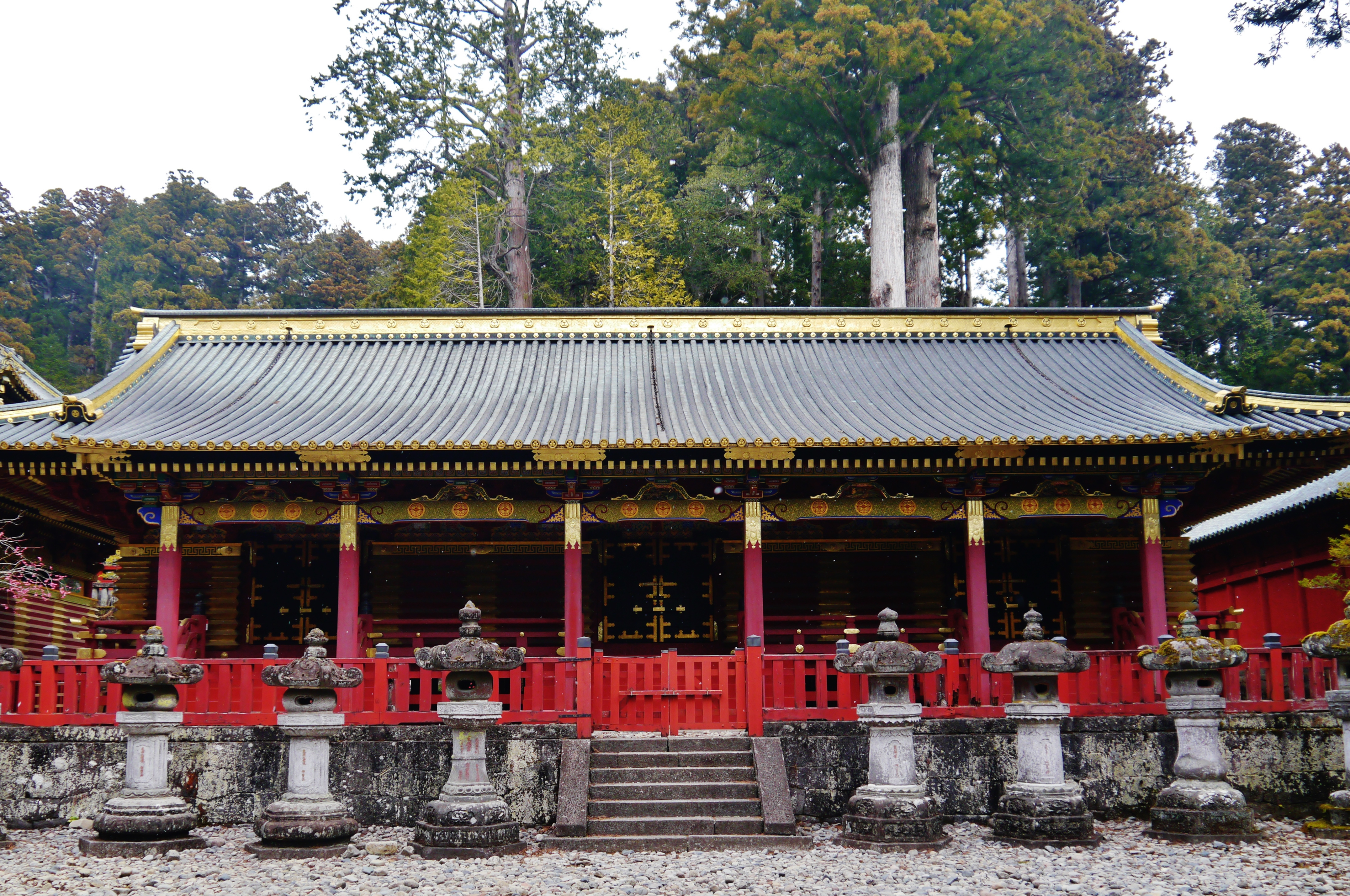
Jeden z pawilonów służących do przechowywania przedmiotów sakralnych
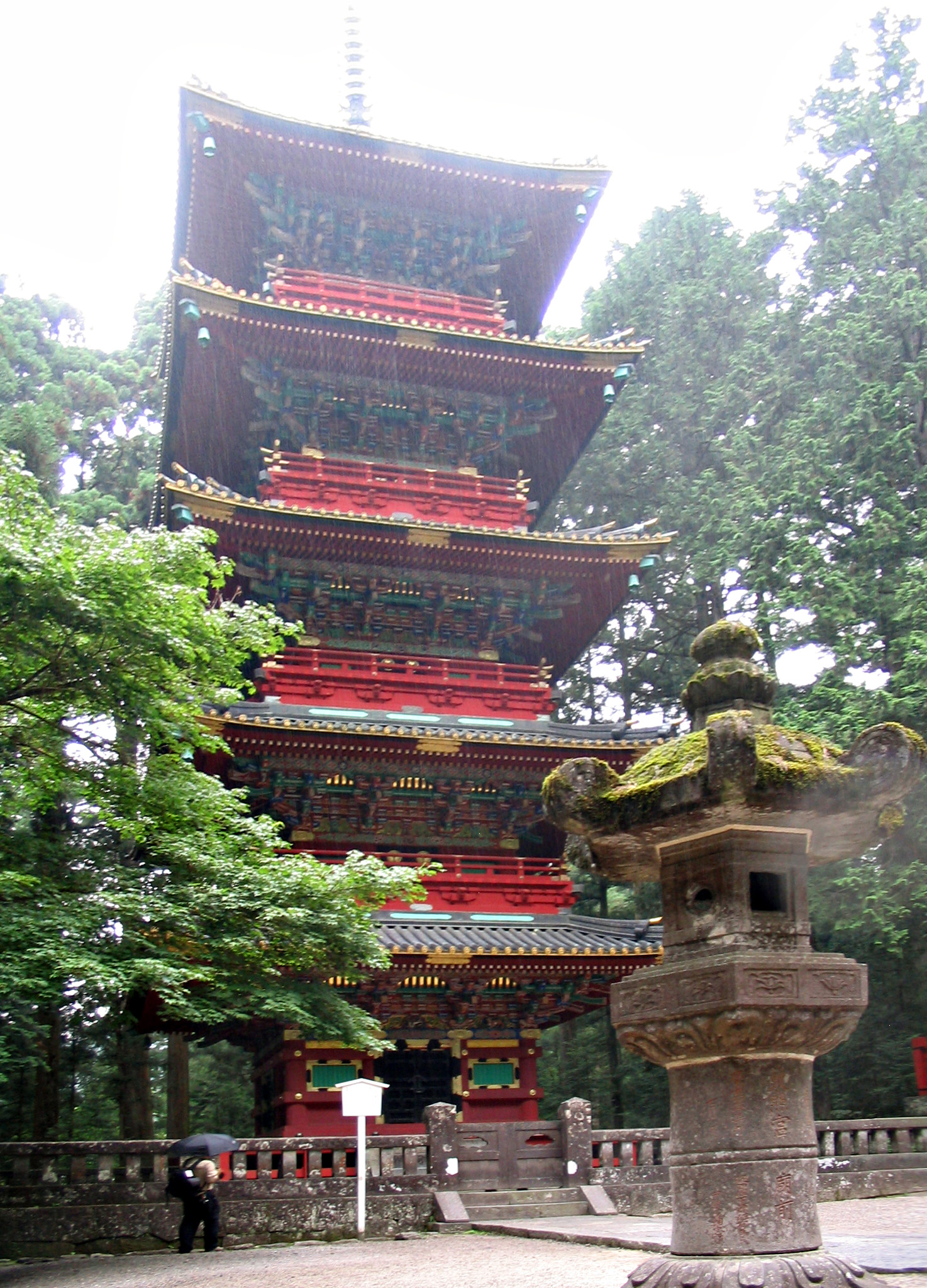
Pięciopiętrowa pagoda
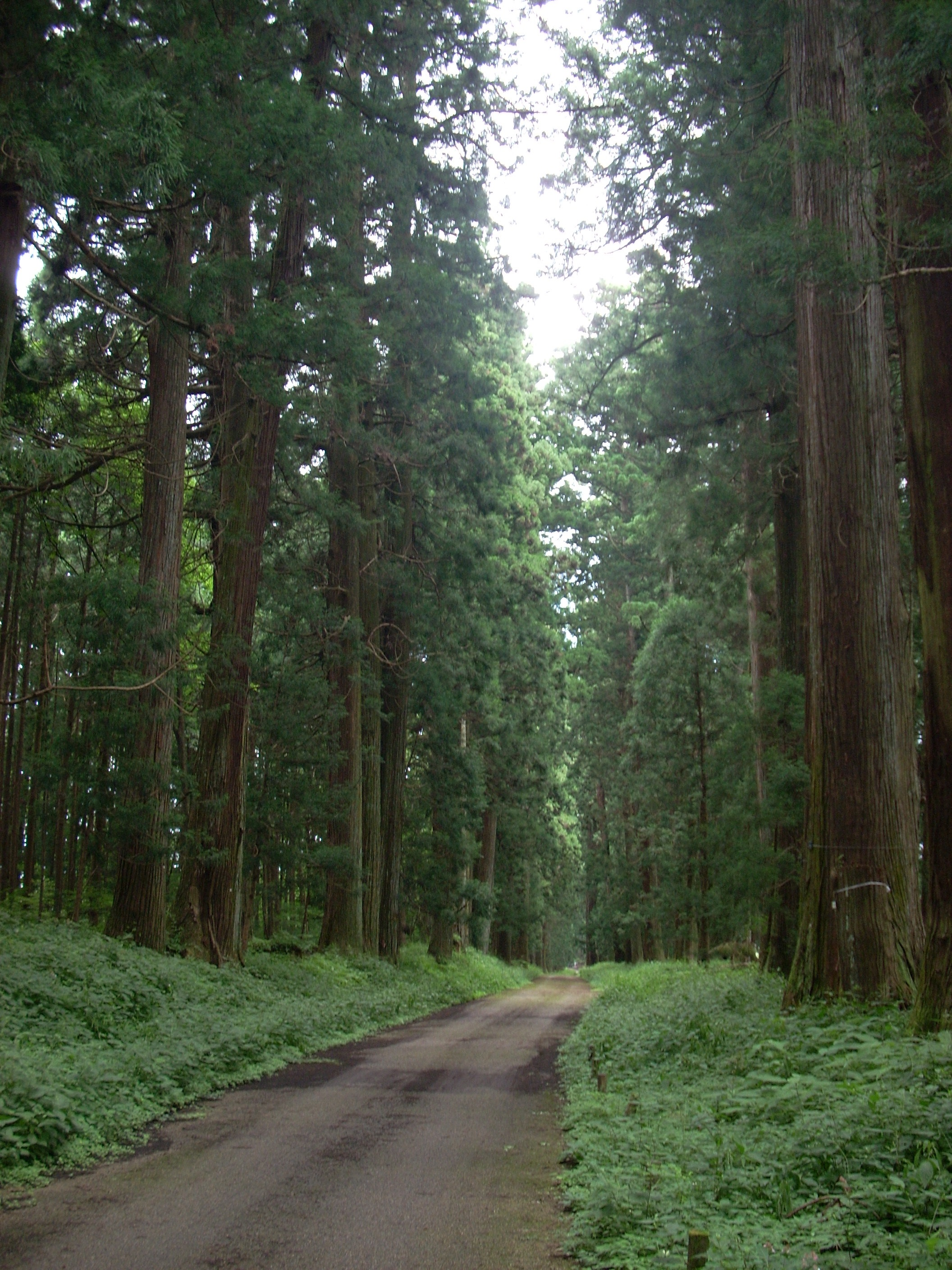
Aleja Cedrów